# Endorama
Endorama — дев'ятий студійний альбом німецької треш-метал групи Kreator, випущений у 1999 році лейблом Drakkar Records. Це останній альбом Kreator з Томмі Веттерлі, якого замінив нинішній гітарист Самі Ілі-Сірніо незадовго до запису їх наступного альбому Violent Revolution.

## Про альбом
Endorama продовжує лінію попереднього альбому Outcast і вважається піком експериментального звучання команди. Музика стала ще «легшою», елементів треш-металу стало ще менше, також почали використовуватись клавішні. Мілле Петроцца майже відмовився від скримінгу, натомість надав перевагу чистому вокалу, для цього під час запису він брав уроки співу.

### УчастьТіло Вольфа
В одному з інтерв'ю 2005 року Вольф розповів, що його участь на цьому альбомі була цілком ідеєю Петроцци. За словами Вольфа, Петроца «любить готичну музику» і дуже позитивно ставиться до основного проекту Вольфа — гурту Lacrimosa, тому для участі в такому експериментальному для Kreator альбомі Петроца вирішив залучити до запису «людини безпосередньо із середовища готів» Петроца зателефонував Вольфу і запропонував йому взяти участь у записі нового альбому, у відповідь на що Вольфф «погодився з радістю»

## Треклист
Автор слів Мілле Петроцца. 
| #     | Назва                                                                                   | Автор музики             | Тривалість |
| ----- | --------------------------------------------------------------------------------------- | ------------------------ | ---------- |
| 1.    | «Golden Age»                                                                            | Петроцца, Томас Веттерлі | 4:52       |
| 2.    | «Endorama» (За участю Тіло Вольфа)                                                      | Петроцца, Веттерлі       | 3:20       |
| 3.    | «Shadowland»                                                                            | Петроцца, Веттерлі       | 4:27       |
| 4.    | «Chosen Few»                                                                            | Петроцца, Веттерлі       | 4:30       |
| 5.    | «Everlasting Flame»                                                                     | Петроцца, Веттерлі       | 5:23       |
| 6.    | «Passage to Babylon»                                                                    | Петроцца                 | 4:24       |
| 7.    | «Future King»                                                                           | Петроцца, Веттерлі       | 4:44       |
| 8.    | «Entry»                                                                                 | Петроцца                 | 1:05       |
| 9.    | «Soul Eraser»                                                                           | Петроцца                 | 4:30       |
| 10.   | «Willing Spirit»                                                                        | Петроцца, Веттерлі       | 4:36       |
| 11.   | «Pandemonium»                                                                           | Петроцца                 | 4:10       |
| 12.   | «Tyranny»                                                                               | Петроцца                 | 3:59       |
| 13.   | «Children of a Lesser God» (бонус-трек в японскому виданні і версіях обмеженого тиражу) | Петроцца                 | 3:36       |
| 50:05 |                                                                                         |                          |            |

## Учасники запису
Креатор
- Мілле Петроцца — вокал, ритм-гітара, продюсування, обкладинка, дизайн
- Томмі Веттерлі — соло-гітара, гітарний синтезатор, продюсування
- Крістіан Гіслер — бас-гітара
- Вентор — ударні

Виробництво
- Тіло Вольф — вокал (2 трек)
- Пітер Делл — дизайн, обкладинка
- Калле — звукоінженер
- Бріта Кюльманн — звукоінженер
- Маркус Майєр — ілюстрація, обкладинка
- Йорг Зам — звукоінженер
- Рене Шардт — мастеринг
- Кріс Вольф — аранжування